# Keuka (marca)
Keuka es una marca mexicana dedicada a la fabricación de ropa deportiva, en especial para equipos de fútbol, fundada en el año 2000. Su sede se encuentra en la ciudad de Celaya, Guanajuato, México. Es una marca deportiva que se ha posicionado en los equipos de Ascenso y Segunda División en México y otros países.
Patrocinios en Mexico LIGA MX/EXPANSIÓN MX
Querétaro Fútbol Club Primera División de México
Atlético Morelia
Celaya Fútbol Club